# Schiffsfahne von Tingelstad

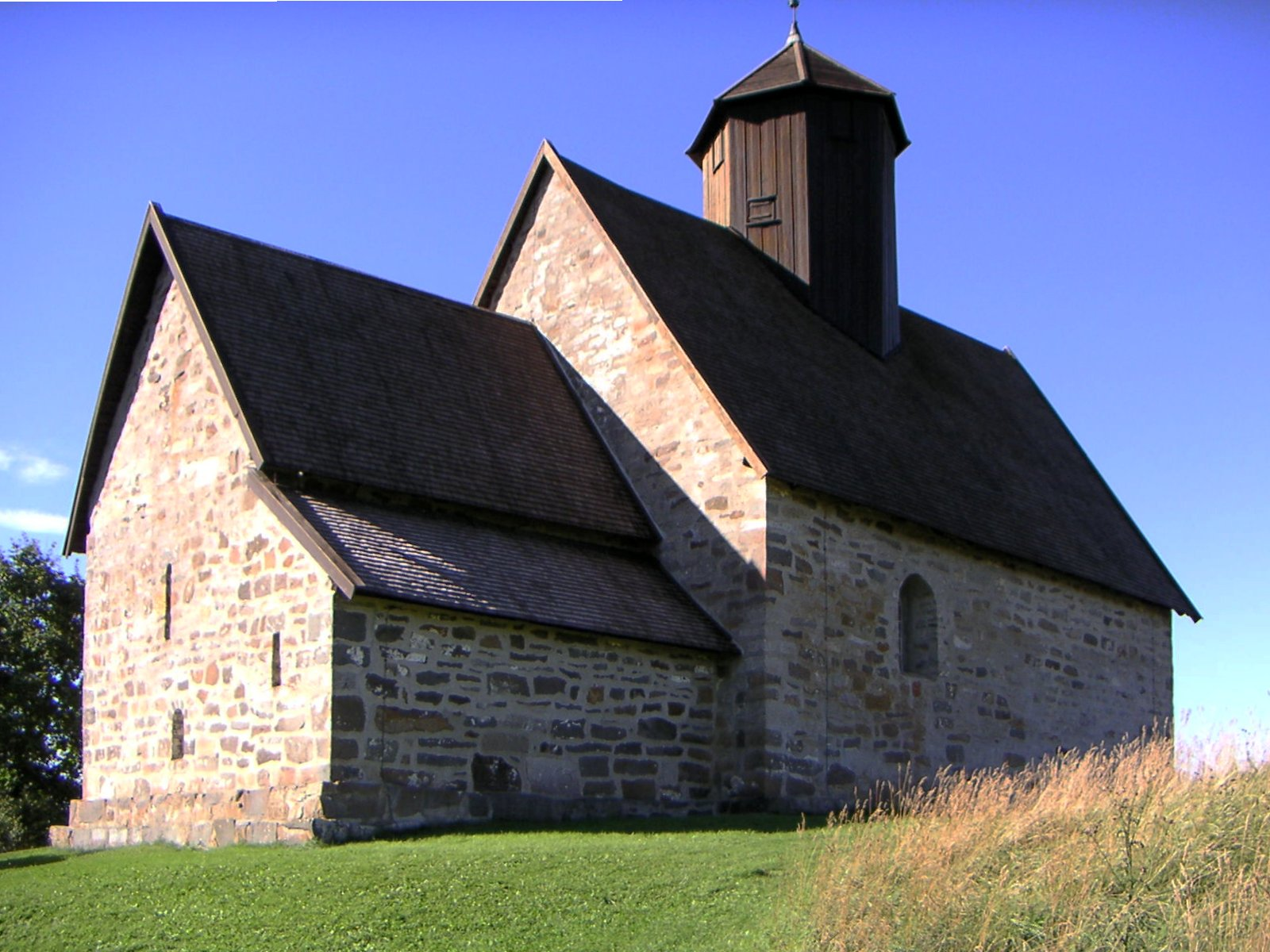
Die Tingelstad gamle kirke. Auf dem Holzturm war die Schiffsfahne lange zu sehen.

Die Schiffsfahne von Tingelstad (norwegisch Tingelstadfløyen), einem Ort in Innlandet in Norwegen, stammt aus dem 12. Jahrhundert. Sie besteht aus vergoldetem Kupferblech und ist  ein nachwikingerzeitlicher Schiffswimpel, der mit einer drachenartigen Figur versehen ist. Die Wetterfahne befindet sich heute im Kulturhistorisk Museum der Universität Oslo.
Schiffsfahnen haben die Form eines modifizierten Viertelkreises und werden auch als Wetterfahne (norwegisch vindfløy) bezeichnet. Es handelt sich um aus Metall (Kupfer, Bronze oder vergoldetes Metall) gefertigte und deshalb erhaltene Exemplare wikingerzeitlicher Heraldik, die abnehmbar waren und vereinzelt auf Kirchtürmen überlebten. Ein Runenstab aus Bergen in Norwegen zeigt die „Leidang“ (die Flotte), bei der nur die größten Langschiffe einen drachen- bzw. bannerverzierten Steven haben.

## Beschreibung
Mit 21,5 cm Höhe und 33 cm Länge der Oberkante ist die Schiffsfahne von Tingelstad die kleinste der vier erhaltenen großen Exemplare. Sie wiegt 2,15 kg und ist 2 bis 3 mm dick. Sie war einst auf dem Holzturm der Tingelstad gamle kirke angebracht. Die Fahne ist jedoch rund 100 Jahre älter als die alte Kirche in Tingelstad, was ihre frühere Verwendung auf einem Schiff möglich erscheinen lässt. Sie zeigt, neben der vollplastischen, aufgesetzten Figur eines geflügelten Fabeltieres, das durchbrochene Relief eines Ungetüms im Kampf gegen einen Menschen. Um die Darstellungen windet sich die typische Verzierung in Rankentechnik. Der Rand besteht aus Rundstäben.
Die Kampfszene zwischen dem Mann und der Bestie ist verschieden gedeutet worden. Neben alttestamentlichen Interpretationen kommen auch Darstellungen aus dem altnordischen Sagenkreis in Frage. Während die Seite der Fahne, auf der die Drachenskulptur nach rechts blickt, den menschlichen Kämpfer zeigt, der mit dem Löwen ringt, sieht man auf der anderen Seite, dass das Raubtier im Begriff war, ein Lamm zu verschlingen. Ein Text des Historischen Museums der Universität Oslo erklärt, dass es hier um die Darstellung des späteren Königs David gehe, der ein Schaf aus dem Rachen eines Raubtiers befreit, wie es im Alten Testament überliefert ist (17,34 ). Nach anderen Anschauungen könnte es sich auch um Samson im Kampf mit einem Löwen handeln (Ri 14,6 ). Wieder anderen Deutungen zufolge zeigt das Motiv Sigurd im Kampf mit einem wilden Tier. Auf Sigurd weist auch die plastische Figur eines geflügelten Drachen auf der Oberkante der Fahne hin.

## Verwendung
Die Funktion der Fahnen auf den Wikingerschiffen ist nicht geklärt. Die Schiffsfahne von Tingelstad besteht hauptsächlich aus vergoldetem Kupfer und war als Windfahne sowohl auf den Schiffen, als auch später auf Kirchtürmen, nicht geeignet, was Versuche mit Kopien erwiesen haben. Die Vorrichtung zum Anbringen der Fahne weist einen Winkel von 110° zur Horizontale auf, so dass bei der Anbringung am Vorsteven eines Schiffs die Tierskulptur genau nach vorne weist. Diese Stellung ist auf Abbildungen von Schiffen sichtbar und wurde auch bei der Anbringung auf dem Kirchendach an einen schrägen Mast nachgeahmt. Sie machte jedoch die volle Drehung der Fahne um die Achse schwierig.
Die in verschiedenen Abständen angebrachten Löcher an der gerundeten Kante der Fahne sind als Markierungen zum Messen des Sonnenstandes interpretiert worden. Sie sollen einen Abstand von ungefähr 4,8° voneinander haben. Es gibt jedoch keine Nachweise dafür, dass den Wikingern eine solche Möglichkeit zur Navigation mittels eines Quadranten bekannt war. Die Form der großen Schiffsfahnen erinnert zwar an einen solchen Quadranten, die ungleichen Kanten machen aber eine Berechnung schwer möglich. Die an den Ösen befestigten Gegenstände, wie sie auf der Zeichnung auf dem Wacholderstab aus Bergen zu sehen sind, dienten wahrscheinlich der Dekoration.
Die drei anderen erhaltenen großen Schiffsfahnen stammen aus Söderala und Källunge in Schweden sowie aus Heggen in Norwegen. Sie sind älter als die Schiffsfahne von Tingelstad und zeigen Tierdarstellungen und Rankenornamente im Mammen-Stil. Ob die Fahnen Vorläufer des „Raven Banners“ bzw. letztlich auch des Danebrog waren, die als älteste Flagge der Welt angesehen wird, ist völlig offen.
Die Wetterfahne befindet sich heute im Kulturhistorisk Museum der Universität Oslo. Während der Ausstellung „Credo – Christianisierung Europas im Mittelalter“ war die Schiffsfahne von Tingelstad wegen ihres vorgeblich alttestamentlichen Motivs vom Juli bis November 2013 in Paderborn ausgestellt.